# Mirsaid Sultan-Galiev
Mirsaid Khaidargalievich Sultan-Galiev (Ufa, 13 de julho de 1892 - Moscou, 28 de janeiro de 1940) foi um revolucionário tártaro bolchevique de relevante participação na revolução de outubro e na Guerra Civil subsequente. Era um alto quadro no Partido Comunista da União Soviética até 1923, quando passou a ser criminalizado pelo governo soviete. É lembrado como o primeiro membro de governo a ser perseguido com a autorização do Politburo, muito antes do período Estalinista. Sultan-Galiev foi posteriormente reconhecido como um antecessor do Terceiro-mundismo por ter defendido que a Revolução Mundial deveria se orientar para a Ásia prioritariamente, e por ter promovido uma conciliação entre islamismo e comunismo.

## Percurso
Sultan-Galiev nasceu em Elimbetovo, Ufa, filho de um professor do vilarejo. Teve uma juventude típica, e passou a se interessar por ideias revolucionárias no Colégio dos Professores Tártaros de Kazan, onde se graduou em 1911. Trabalhou também como professor de vilarejo, onde se aproximou da questão social, a partir disso circulou em diversos meios revolucionários, desempenhando a função de jornalista em Ufa e Bakur.
Em 1913 ele se casou Rauza Chanysheva, que compartilhava suas visões revolucionárias e teve uma relevante participação no movimento das mulheres. Eles se separaram em 1918 por uma diversidade de razões pessoais.

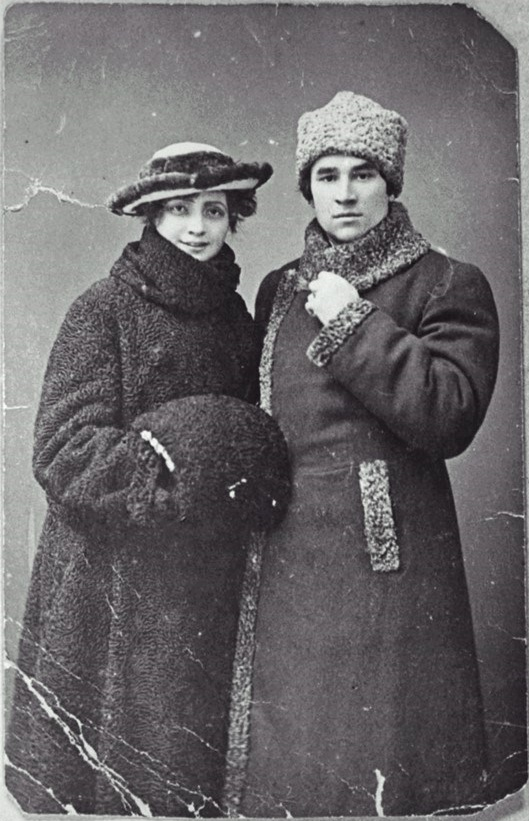
Mirsaid com sua segunda esposa, Fatima Erzina em 1919.

A atuação mais relevante de Mirsaid foi durante a Revolução de Outubro em Kazan e durante a guerra civil na região do rio Volga e dos Urais. Sendo primeiro um membro dos Comitês Socialistas Muçulmanos, Mirsaid se junta em 1917 aos Bolcheviques, e a partir daí se torna uma figura de destaque entre os revolucionários tártaros. Teve uma contribuição ativa no estabelecimento do governo bolchevique na região do Volga, no combate das forças nacionalistas, e na organização da defesa de Kazan contra o Exército Branco. Ele era reconhecido por sua bravura, sua inteligência organizacional e seu talento político em mobilizar as massas. O governo bolchevique concedeu-lhe uma diversidade de cargos e funções, entre as mais importantes está o trabalho inicial para a fundação da República Tártara-Basquire. Galiev fazia parte do setor de revolucionários que buscavam conciliar a luta de classes global com os movimentos nacionalistas, e seu profundo e habilidoso conhecimento da questão nacional na Ásia Central o colocou em uma posição privilegiada para negociar junto a inúmeros povos da região o futuro das repúblicas socialistas - como fez com os Basquires, que passaram para o lado bolchevique, o que enfraqueceu a posição do exército de Aleksandr Kolchak. Também teve uma atuação decisiva na reestruturação dos batalhões engajados no front leste da guerra civil, que estava em situação crítica em 1919, Galiev foi capaz de restaurar a moral das tropas e garantir a vitória contra a reação.

## Perseguição
A tensão da questão nacional cresceu e em 1923 produzia uma situação verdadeiramente problemática. Foi nesse contexto que exposição do Sultangalievismo e a sujeição de Mirsaid a denúncias e interrogações aconteceu. As acusações sobre Galiev foram feitas com base em cartas e notas enviadas por ele às diversas pessoas discutindo os rumos da questão nacional, e a principal suspeita sobre ele era de apoiar a Revolta Basmachi, o que ele negou, dizendo que buscou influenciar o acontecimento da mesma maneira que fez com os Basquires. Galiev já estava preso, e foi solto pouco tempo depois, Stalin garantiu-lhe que sua posição no partido seria restaurada, mas ao longo daquele ano o conflito de influência no partido cresceria com o declinio de poder de Lenin, que morreria pouco tempo depois.

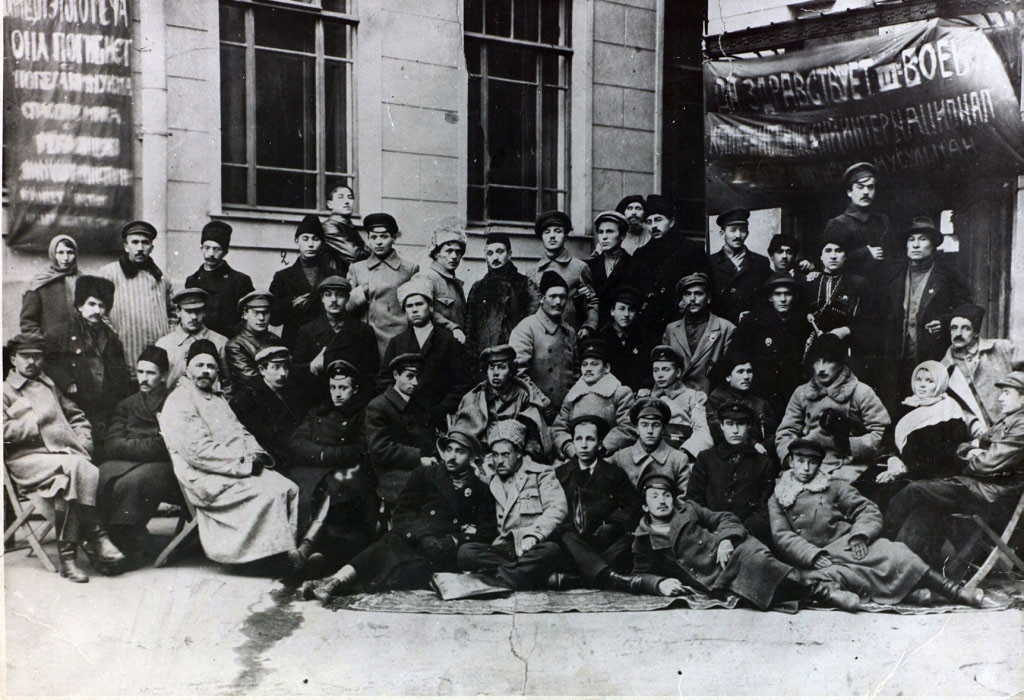
Mirsaid no Primeiro congresso comunista dos povos do oriente, 1918

O Comitê Central revisou o caso de Galiev novamente em 1924, ele havia novamente admitido erros e negado qualquer intenção anti-soviética. Seu pedido de restauração ao partido foi rejeitado, e muitos que defenderam seu caso seriam também afastados. A partir disso passou a viver a vida de um pária, sendo constantemente vigiado e sobrevivendo com pouco. Sua família também sofreu a condição de rejeição. Em 1928 a fabricação do caso de Sultangalievismo retomou seu vigor, com acusações de ser agente do capitalismo internacional e exércitos estrangeiros, como também diversas vinculações ficticias com forças anti-bolcheviques e mesmo trostskyistas. Junto com ele inúmeros revolucionários tártaros foram criminalizados, como Kashaf Mukhtarov, Gaim Mansurof, Rauf Sabirov, Midgat Brundukov e Makhmud Budaili. Muitos condenados à severas punições. Mirsaid foi sentenciado à morte em 28 de julho de 1930, mas após esperar seis meses pela realização da sentença ele foi condenado alternativamente a 10 anos de prisão. Em 1934 ele foi solto e sua circulação foi permitida em regiões específicas. Em 1937 ele foi novamente preso, interrogado e torturado. Em dezembro de 1939 ele foi novamente condenado à execução, e foi executado 28 de janeiro de 1940 em Moscou.

## Pensamento e legado
Sua trajetoria e pensamento sobre a questão nacional na Ásia Central foi retomado na pesquisa acadêmica já na década de 1980. Uma coleção de seus artigos de jornais foi publicada em 1984 pela Sociedade de Estudos sobre a Ásia Central.. 
O pensamento de Galiev que visava adaptar o marxismo às condições específicas do mundo muçulmane foi particularmente revisitado, apesar de tardiamente, dado sua dificuldade de acesso de sua obra até então, mais marginalizada que a de alguns de seus companheiros reabilitados pelo regime soviético. Por ocupar esse lugar de dissidência inconciliável durante o restante da história da União Soviética ele foi comparado com um 'Trotsky muçulmano' meio século depois. Seu projeto de uma República muçulmana Tártara-Basquire permaneceu irrealizado, e suas demais aspirações de uma união política muçulmana e turca foram frustradas pelo próprio desenvolvimento das relações entre os grupos muçulmanos sob o regime soviético.
A estratégia defendida por Galiev de orientar a revolução para a periferia do capitalismo em vista de destruir sua base material global foi, por outra lado, aparentemente absorvida por outras fontes no ciclo revolucionário que se abriu a partir da revoluções anti-coloniais e anti-imperialistas na África e Ásia na segunda metade do século vinte. É nesse sentido que Sultan-Galiev é reconhecido por alguns como antecessor do Terceiro-mundismo. Esse ciclo de lutas reconheceu o prioridade da revolução nacional sobre a revolução social, se orientando frequentemente na construção de frentes nacionais de muitas classes.
admitindo de facto que os paises industriais do ocidente constituem um terreno menos favorável à expansão do comunismo que a Ásia pré-capitalistas, os chefes do Kremlin reconhecem implicitamente que Sultan Galiev tinha razão quando, em polêmico com seus camaradas russos, afirmava que o futuro do comunismo estava na Ásia.